# Vito Marchione
Vito Marchione (16 dicembre 1971) è un ex calciatore lussemburghese, di ruolo attaccante.

## Carriera
Ha giocato la sua unica partita con la Nazionale lussemburghese nel 1994.